# HTC Incredible S
HTC Incredible S, kallad Vivo under utvecklingstiden, är en smartphone utvecklad och tillverkad av HTC Corporation, med operativsystemet Android 2.2 Froyo (uppgraderingsbar till 4.0). Telefonen blev officiellt presenterad den 15 februari 2011, under MWC i Barcelona, samtidigt som HTC Desire S och HTC Wildfire S. HTC Incredible S marknadsfördes av Sarah Harding och släpptes i The Carphone Warehouse och Best Buy i Storbritannien den 26 februari 2011.
| Framsida. |  | Baksida. |
| Framsida. |  | Baksida. |